# Pentakaliumtriphosphat
Pentakaliumtriphosphat ist eine anorganische chemische Verbindung des Kaliums aus der Gruppe der Phosphate.

## Gewinnung und Darstellung
Pentakaliumtriphosphat kann durch Reaktion von Dikaliumhydrogenphosphat mit Kaliumdihydrogenphosphat gewonnen werden.
{\displaystyle \mathrm {2\ K_{2}HPO_{4}+KH_{2}PO_{4}\longrightarrow K_{5}P_{3}O_{10}+2\ H_{2}O} }

## Eigenschaften
Pentakaliumtriphosphat ist ein weißer geruchloser Feststoff, der gut löslich in Wasser ist. Das kristallwasserfreie Salz ist stark hygroskopisch. Der pH-Wert einer 1%igen wässrigen Lösung beträgt 9,9. Neben dem Anhydrat existiert ein Di- und ein Tetrahydrat. Die Verbindung zersetzt sich bei 915 K.

## Verwendung
Pentakaliumtriphosphat wird wie Pentanatriumtriphosphat als Lebensmittelzusatzstoff mit der Nummer E451 verwendet.